# 北斗市立上磯中学校
北斗市立上磯中学校（ほくとしりつ かみいそちゅうがっこう）は、北海道北斗市に所在する公立中学校。

## 部活動
- 吹奏楽部
- 野球部
- ソフトボール部
- サッカー部
- バスケットボール部
- バレー部
- バドミントン部
- ソフトテニス部
- 卓球部
- 陸上部
- 合唱部
- ボランティア部
- 茶道部

## 著名な出身者
- 佐々木翔（バドミントン選手）
- 藤井眞吾（ギタリスト）
- 高田健太郎（サッカー選手、ミネソタ・スターズFC）
- 田島翔（サッカー選手）